# 朱求柱
永和王朱求柱（16世纪—17世纪），明朝永和王朱敏䨟庶长子，后袭爵。
天启六年（1626年），朱敏䨟薨，同年朱求柱即袭封。六月，朝廷遣武平伯陈世恩、太常寺少卿徐扬先、编修贺逢圣、礼科给事中张惟一等选孝义县民赵克念次女赵氏册封为永和王妃。崇禎四年六月初二（1631年6月30日），趙氏因病去世，朱求柱为此上奏。
史料没有记载他的去世时间。